# Київський інститут проблем управління імені Горшеніна
ТОВ «Інститут Горшеніна» (повна назва — Київський інститут проблем управління імені Горшеніна) — українське товариство з обмеженою відповідальністю з офісом у Києві, що спеціалізується на соціологічних дослідженнях; аналітичний центр. Заснований Вадимом Омельченком 1995 року. Названий на честь Льва Горшеніна, російського криміналіста.

## Діяльність
Метою інституту є вивчення суспільних і політичних процесів в Україні та світі.
Інститут об'єднує спеціалістів та експертів у сферах зв'язків з громадськістю, політичного консалтингу, міжнародних відносин, фінансового та правового регулювання, кандидатів історичних та філософських наук, а також аналітиків, методологів та спеціалістів мас-медіа та реклами.
Інститут є членом міжнародної соціологічної асоціації ESOMAR.
Коментарями, консультаціями та аналітичними матеріалами Інституту Горшеніна, як зазначається на сайті організації, користуються політики вищу рангу, центральні ЗМІ, а також українські та закордонні експерти.
Інститут видає суспільно-політичний тижневик «Левый берег». Всередині 2009-го року як партнерський ресурс щотижневика стартував сайт «Лівий берег», який за короткий час розвинувся в самостійний проект — інтернет-портал LB.ua.

## Ключові особи
- Президент: Вадим Омельченко;
- Директор: Кость Бондаренко.